# Trois... six... neuf
Trois... six... neuf è un film del 1937 diretto da Raymond Rouleau.